# Mortal Engines
Mortal Engines er en science fiction-film instrueret af Christian Rivers. Filmen er baseret på den første bog i serien De rullende byer af Philip Reeve. hovedrollerne spilles af Robert Sheehan, Hera Hilmar, Leila George, Ronan Raftery, Hugo Weaving og Stephen Lang.

## Medvirkende
- Hera Hilmar som Hester Shaw[1][2]
- Robert Sheehan som Tom Natsworthy
- Hugo Weaving som Thaddeus Valentine
- Jihae som Anna Fang
- Stephen Lang som Shrike
- Ronan Raftery som Bevis Pod
- Lelia George som Katherine Valentine
- Patrick Malahide som Magnus Crome
- Colin Salmon som Chudleigh Pomeroy
- Mark Hadlow som Orme Wreyland
- Regé-Jean Page som Kaptajn Khora